# لورن ویلکینسون (قایقران)
لورن ویلکینسون (انگلیسی: Lauren Wilkinson؛ زادهٔ october ۱۷, ۱۹۸۹ (۳۵ سال)) ورزشکار روئینگ اهل کانادا است.
وی در مسابقات کشوری و بین‌المللی در مجموع برندهٔ ۱ مدال طلا، ۲ مدال نقره، ۱ مدال برنز شده‌است.